# María Luisa de Austria-Toscana
La archiduquesa María Luisa de Austria, princesa de Toscana, (Florencia, 1798-ibídem, 1857)  fue una princesa italiana de origen austriaco, miembro de la Casa de Habsburgo.

## Familia
Era hija de Fernando III, gran duque de Toscana y su primera mujer, la princesa Luisa de Nápoles y Sicilia. Tuvo por hermanos a Leopoldo, futuro gran duque de Toscana; la archiduquesa María Teresa, que contraería matrimonio con Carlos Alberto, príncipe de Saboya-Carigano y futuro rey de Cerdeña, siendo madre de Víctor Manuel II, primer rey de Italia.

## Vida
En los primeros años de su vida viaja junto al resto de la familia a los distintos países de los que su padre es sucesivamente soberano, tras asignar Napoleón, el gran ducado de Toscana al duque de Parma, bajo el título de reino de Etruria. En un primer lugar viajan a Viena, para luego pasar a Salzburgo, de donde su padre había sido nombrado gran duque en el recién creado gran ducado de Salzburgo. Posteriormente pasarán a Wurzburgo, donde al igual que en el caso de Salzburgo, había sido creado un gran ducado tras la secularización de los principados eclesiásticos del Sacro Romano Imperio. Posteriormente, en 1814, vuelve junto con su padre y hermanos a Florencia. La vida de la corte toscana es plácida y realizan viajes regulares a Pisa.
Muere célibe en 1857.

## Títulos, órdenes y cargos

### Títulos
| ● 30 de agosto de 1798-15 de junio de 1857: | Su alteza imperial y real María Luisa de Austria, princesa real de Hungría y de Bohemia, princesa de Toscana |

### Órdenes
- Dama de primera clase de la Orden de la Cruz Estrellada.[6] (Imperio Austroahúngaro)

### Cargos
- Abadesa de la Institución de Damas Nobles de Santa Ana en Wurzburgo.[8][7]